# Борис Берман
Бори́с Бе́рман (нар. 3 квітня 1948, Москва) — російсько-американський піаніст.
Закінчив Московську консерваторію (клас Л. Оборіна). Дебютував в 1965 році. Виступав у складі ансамблю старовинної музики як клавесиніст, разом з тим грав сучасну музику, зокрема А. Шнітке та Е. Денісова
В 1973 репатріювався до Ізраїлю, в 1979 переселився в США. Виступав в ансамблях з Х. Холлігером, Орелем Николі, Шломо Мінцем, Наталією Гутман, Мішею Майським.
Викладав в університеті Брандейс, університеті Індіани, Єльському університеті, вів майстер-класи в Токіо.
Опублікував книги «Нотатки з лави піаніста»(англ. Notes from the pianist’s bench; New Haven: Yale UP, 2000, переизд. 2001, 2002) і «Фортепіанні сонати Прокоф'єва: Путівник для слухача і виконавця» (англ. Notes from the pianist’s bench; New Haven: Yale UP, 2008).